# Cymothoe intricata
Cymothoe intricata är en fjärilsart som beskrevs av Aurivillius 1894. Cymothoe intricata ingår i släktet Cymothoe och familjen praktfjärilar. Inga underarter finns listade i Catalogue of Life.